# هاري هولت
هاري هولت (بالإنجليزية: Harry Holt)‏ (1889 بآبريستويث في المملكة المتحدة - 1956 في المملكة المتحدة) هو لاعب كرة قدم بريطاني (وحمل سابقاً جنسية المملكة المتحدة لبريطانيا العظمى وأيرلندا) في مركز الدفاع. لعب مع ستوك سيتي ونادي آبريستويث تاون ونادي ريكسهام ومولد ألكسندرا ‏.